# Civilna zaštita HVO
Civilna zaštita HVO bile su obrambene snage Hrvatske zajednice Herceg-Bosne. Bile su ustrojene na teritorijalnom načelu. Uredbe o osnivanju izdane su kasne jeseni 1992., a provedbene naputke 5. veljače 1993. dao je Ured za obranu HVO-a. Osnovane su radi nadoknađivanja slabih izvora popune ljudstvom. Osnivanje Civilne zaštite zastalo je zbog izbijanja muslimanske agresije na prostore Hrvata u Bosni i Hercegovini.
Namjena im je bila biti potpora redovnim snagama Hrvatskog vijeća obrane, osigurati oružani nadzor nad teritorijem, štititi područja i postrojenja od posebnog značenja za obranu teritorija HVO-a. U ta postrojenja ubrajaju se bolnice, spremnici vode, vodocrpilišta, telekomunikacijska postrojenja, elektrane, tvornice hrane, vojnih dobara i ključni skladištni prostori.
Druga namjena bila je borba protiv ubačenih skupina terorista i sabotera, osiguravanje reda i mira, odgovoriti na zračne napade, spriječiti svako djelovanje kojemu je cilj bio potkopavanje obrambenog sustava.
Do 10. veljače 1993. svako mjesto u Herceg-Bosni moralo je osnovati zapovjedništvo Civilne zaštite. Čete su morali uspostaviti u mjestima gdje je bilo više objekata posebne važnosti, bojne su morali uspostaviti ako su bili blizu bojišnice s Armijom bosanskih Srba ili ako je bilo više važnih objekata. Pukovnija je trebala biti organizirana u Mostaru.
Završetkom sukoba s Muslimanima i stvaranjem vojske Federacije, brigade HVO-a koje su ostale postojati preimenovane su u pukovnije Civilne zaštite. 90. pukovnija novo je ime brigade Stjepan Tomašević iz Novog Travnika, 91. pukovnija brigada Frankopan iz Nove Bile, 92. pukovnija Viteška brigada, 93. pukovnija brigada Nikola Šubić Zrinski iz Busovače, 94. pukovnija brigada ban Josip Jelačić iz Kiseljaka, 96. pukovnija brigada Bobovac iz Vareša, 110. pukovnija 110. usorska brigada iz Tešnja, 111. pukovnija 111. žepačka brigada iz Žepča. Osnovana je u Kreševu nova postrojba HVO - 95. domobranska pukovnija Civilne zaštite.